# Helga Vlahović

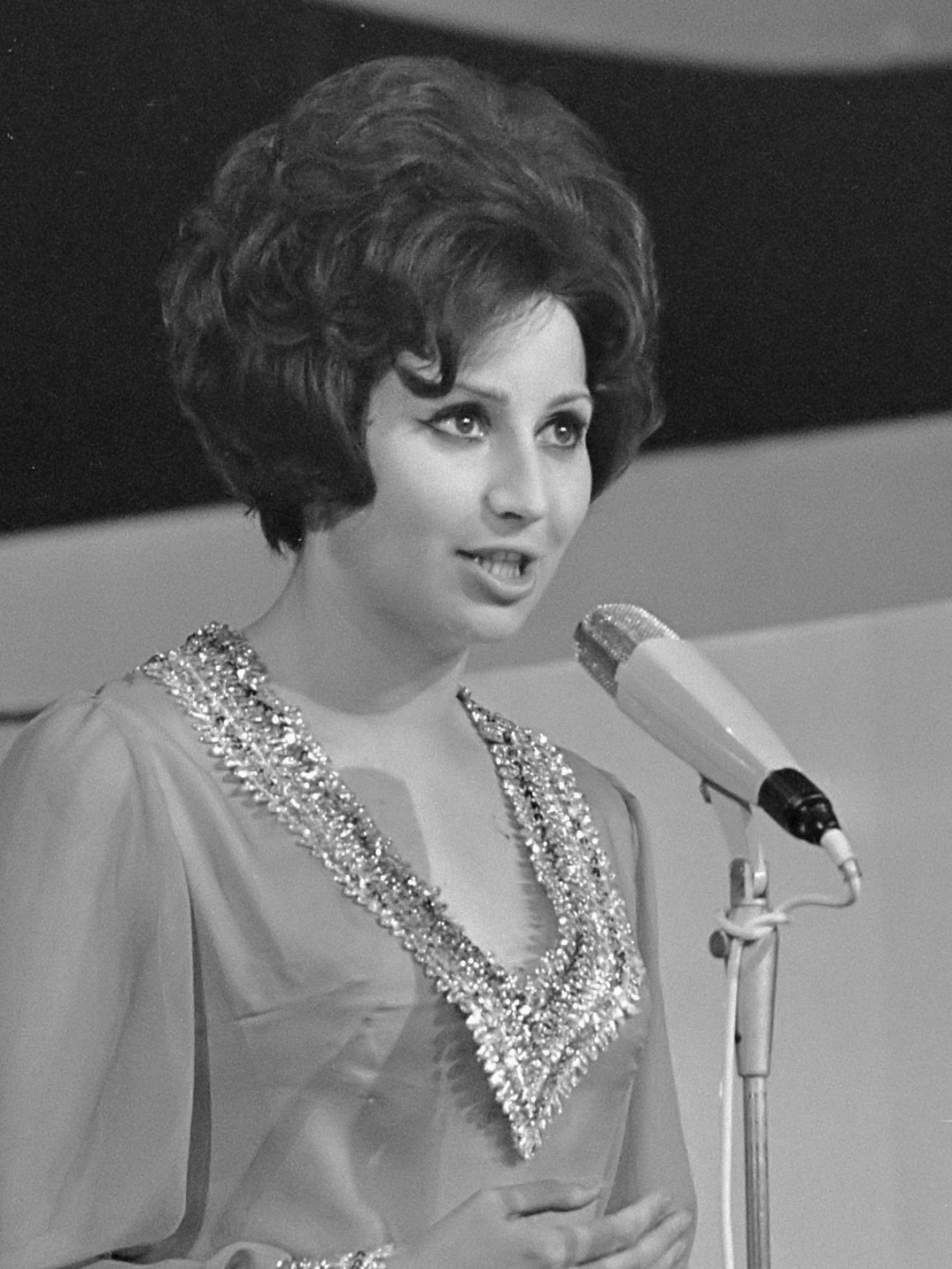
Helga Vlahovic (1969)

Helga Vlahović (auch Helga Vlahović-Brnobić, Helga Vlahović-Pea; * 28. Januar 1945 in Zagreb; † 27. Februar 2012 ebenda) war eine österreichisch-kroatische Moderatorin, Journalistin und Fernsehproduzentin.

## Leben
Vlahović begann 1964 bei Radiotelevizija Zagreb, während sie noch an der Universität Zagreb Deutsch, Englisch und Kunstgeschichte studierte. Aufgrund der Arbeit brach sie das Studium ab. 1966 wurde sie Moderatorin verschiedener Unterhaltungs- und Musikshows im Fernsehen, darunter TV Magazin.
1968 moderierte sie das Sopot Festival in Polen, 1971 ein Festival in Scheveningen, Niederlande. Anschließend übernahm sie 1972 die Morgenshow Jugoslavijo, dobar dan (Guten Tag, Jugoslawien). In den Jahren 1977 und 1978 moderierte sie die musikalische Varietéshow Svjetla pozornice (Bühnenlichter). Von 1978 bis 1980 organisierte sie Jadranski susreti (Adriatische Wiedervereinigung, eine jugoslawische Version von Spiel ohne Grenzen).
Gemeinsam mit Oliver Mlakar moderierte Vlahović 1990 den Eurovision Song Contest in Zagreb. 2009 wurde sie mit dem Golden  Ehrenzeichen für Verdienste um die Republik Österreich geehrt.